# Орвјето Скало (Терни)
Орвјето Скало је насеље у Италији у округу Терни, региону Умбрија.
Према процени из 2011. у насељу је живело 2285 становника. Насеље се налази на надморској висини од 118 м.